# Brüggen (Adelsgeschlecht)

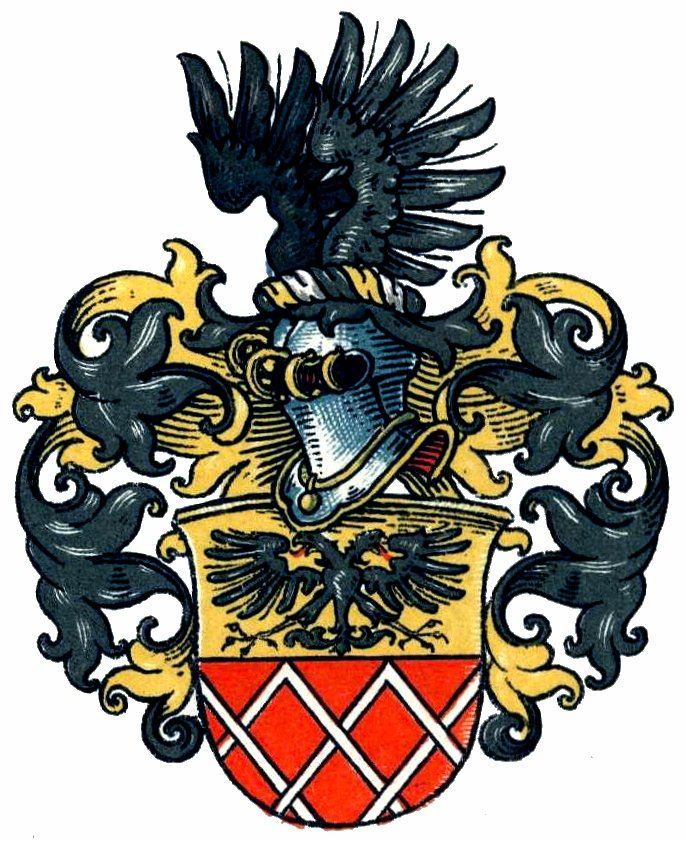
Wappen derer von der Brüggen im Wappenbuch des Westfälischen Adels

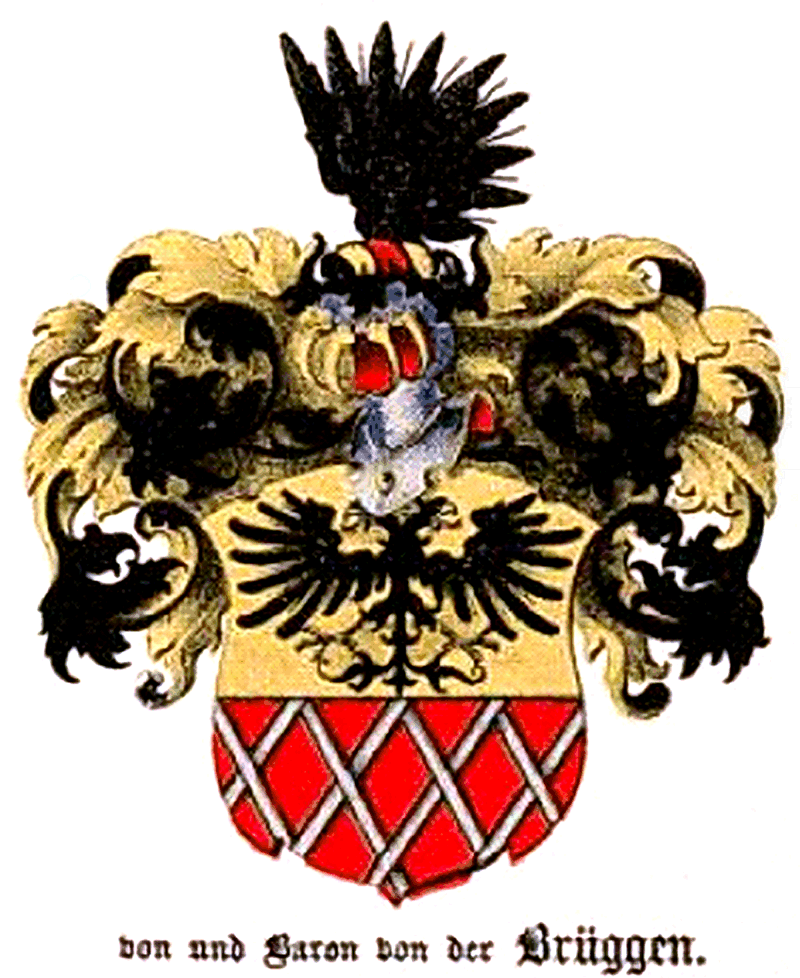
Wappen der deutsch-baltischen Adelsfamilie „von der Brüggen“

Von der Brüggen ist der Familienname eines deutsch-baltischen Adelsgeschlecht, dessen Ursprung in einem uradeligen westfälischen Geschlecht liegt. Der Name ist seit dem 12. Jahrhundert in mehreren Gebieten Westfalens und dem Rheinland verbreitet. Offensichtlich waren sie aus dem Landadel erwachsen. Philipp von der Brüggen († 1556) wurde durch den Deutschen Orden in Livland und Kurland mit Gütern belehnt und für sesshaft bestätigt.

## Geschichte
Das Wappen der kurländischen von der Brüggen ist im Renovationsdiplom vom 6. Juni 1548, welches Kaiser Karl V. (1500 – 1558) in Augsburg für den livländischen Ordensrat Philipp von der Brügen († 1556) ausstellen ließ. Es ist ein „anererbtes und seit Jahrhunderten geführtes“ gemalt und beschriebenes Familienwappen. Das Wappenbild findet sich 1340 auf dem Siegel des Rotger to der Bruggen, der auf dem gleichnamigen Gutshof, dem heutigen Haus Brüggen, im westfälischen Flierich (Kreis Hamm) ansässig war. Aus diesem Stamme erwuchs das westfälische Geschlecht. Ropert von der Brüggen, der dieses Wappen führte, bekundete „wie meine Voreltern es besessen haben“.
Aus den Urkunden der Familie von der Brüggen ist ersichtlich, dass die Vorfahren der kurländischen von der Brüggen seit der ersten Hälfte des 14. Jahrhunderts zum Adel der westfälischen Grafschaft Mark gehörten. Philipp von der Brüggen lebte um 1485 im Herzogtum Kleve, sein Sohn Evert auch Eberhard hatte eine vorzügliche Ausbildung durchlaufen und verblieb nach einigen Aufenthalten im Kurland, er war von 1485 bis 1499 Ordensvasall in Kurland, gemeinsam mit seinen Brüdern Heinrich († 1501) und Gerd († 1529) dort. Die drei Brüder waren Vasallen des Deutschen Ordens, Heinrich bekleidete das Amt eines Landmarschalls in Livland und Gerd war Komtur des Deutschen Ordens zu Goldingen in Lettland. Der Sohn Eberhards Philipp I. von der Brüggen († 1556), erhielt durch den Brief des Landmeisters Hermann von Brüggenei, im Juli 1544 folgende Übertragung: „…für sich und seine rechte Erben des Mannes von der Brüggen sahmende Hand up alle und jede seiner Lehngüter“ gegönnt, und solche Gesamthandsgerechtigkeit von Heinrich von Galen, Landmeister von Livland, und Sigismund III. noch bestätigt worden. Am 18. Mai 1611 vergleichen sich die Brüder (Barthold († 1631), Herr auf Stendenund Eberhard III. († 1628), Herr auf Rinseln) von der Brüggen: „Wenn auch seel. Philipp von der Brüggen, der Großvater, dankbarer Gedächtniß, von weiland den Herrmeistern, als dieser Lande Obrigkeit, auf seine Erben sie Sammendehandgerechtigkeit durch Wohlverdienst erworben und seinen Erben hinterlassen- so wollen beyde Brüder – dieselbe sahmende Hand belieben, acceprieren und genehm halten, auf allen Fall aber das männliche Geschlecht derer von der Brüggen, sahmende Handgenossen…“.
Über die Jahrhunderte verzweigten sich die Brüggens im Baltikum, bedingt durch den großen Landbesitz, Besitz an Gütern und Ritterhöfen im Herzogtum Kurland und Semgallen und Livland, den späteren Estland und Lettland, in mehrere Stämme und Häuser. Zu diesen zählten:

## Hauptstamm

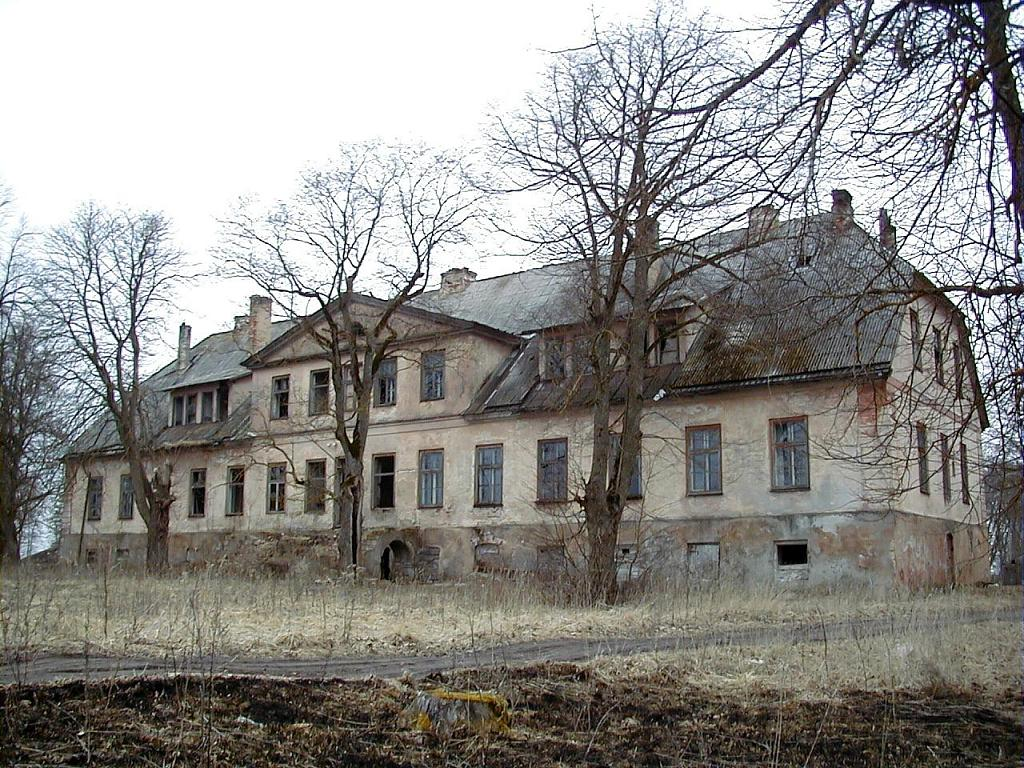
Ritterhaus auf dem Gutshof Adsirn
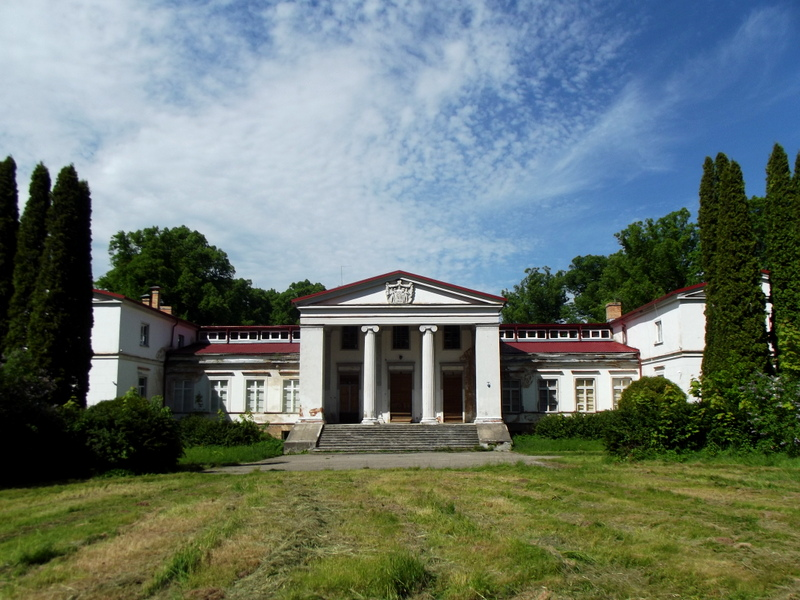
Herrenhaus auf Senten
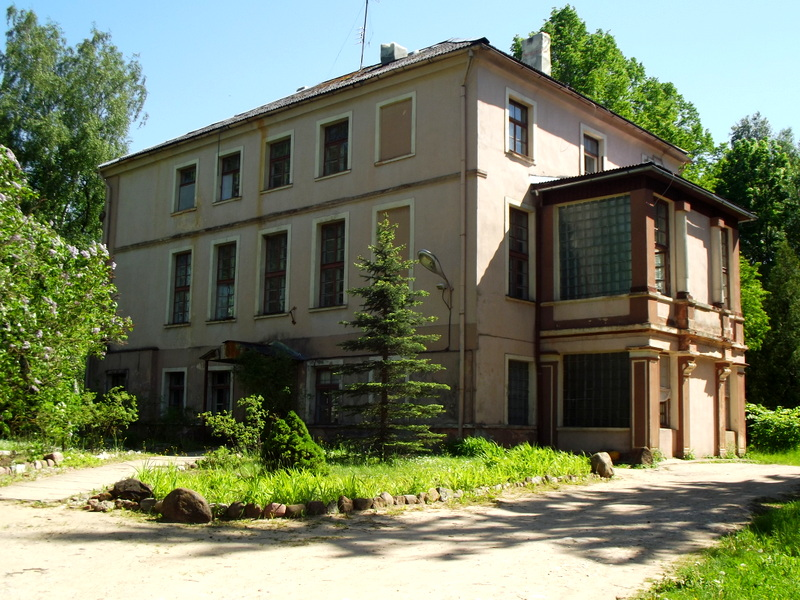
Herrenhaus auf Rindseln
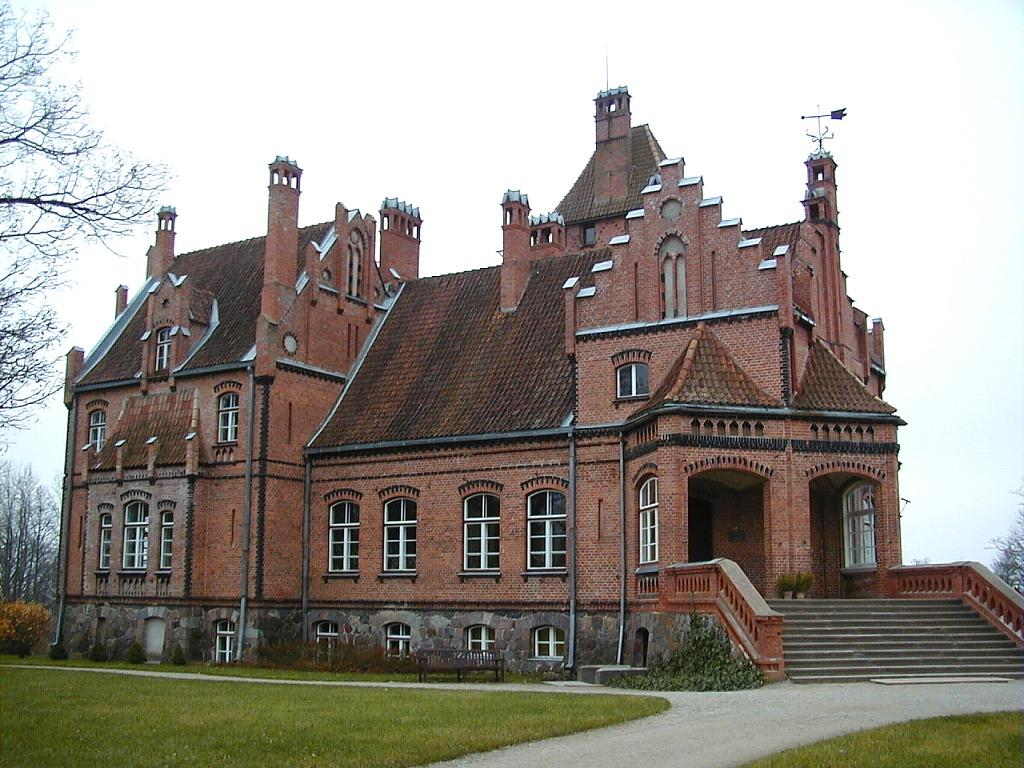
Schloss Neu-Mocken

Philipp von der Brüggen, 1485 im Herzogtum Kleve und Mark ⚭ Grete († 1485)
- Eberhard I., war von 1485 bis 1499 Ordensvasall in Kurland ⚭ eine geborene von Amboten
  - Philipp I. von der Brüggen († 1556) war Ordensvasall des Deutschen Ordens, er gilt als der Stammvater der von der Brüggen im Baltikum. Er war Herr auf Stenden, Adsirn[5], Schwarren, Mocken[6], Musten, Senten, Pawassern, er war Ordensrat und Hauskomtur des Deutschen Ordens in Riga[7], Renovationsdiplom durch Kaiser Karl V. ⚭ Bertken von Nettelhorst. Philipp von der Brüggen war Ordensrat, Ordenssekretär und Hauskomtur in Riga, er wurde auch als Gesandter des Ordens entsandt. Er war 1535 als Gesandter bei Herzog Albrecht von Preußen und von 1547 bis 1551 Gesandter im Heiligen Römischen Reich. Seine diplomatischen Missionen führten ihn 1549 nach Brüssel, 1550 nach Köln und Lübeck und 1551 nach Augsburg[8]
    - Eberhard II. (* 1564; † 1612 oder 1616), Herr auf Stenden, Strasden[9], Rindseln, Ohseln, Iwirpen, er war Herzoglicher Rat und Kirchenvisitator ⚭ Elisabeth von Dönhof
      - Barthold I. Stamm Stenden
        - Philipp III. († um 1661)
          - Otto Reinhold († 1678), Fähnrich
            - Philipp Friedrich (1670–1703)
              - Ernst Christoph (1697–1761), Leutnant
                - Ernst Philipp († 1778), Leutnant
                  - Ernst Friedrich (1752–1797 in Sankt Petersburg), Premiermajor und polnischer Kammerherr
                    - Alexander Friedrich (1792–1859 in Sankt Petersburg), russischer Oberst und Dekabrist

      - Eberhard III. Stamm Strasden († um 1628)
        - Wilhelm Eberhard (1616–1686), Herr auf Strasden, Rindseln, Ohseln und Zwirpen
          - Ernst († 1689), Herr auf Straden
            - Eberhard Philipp († 1727), Landmarschall in Kurland

        - Weding († 1690)
          - Gerhard Christoph (1655–1707), Kapitänleutnant
            - Weding Wilhelm (1689–1733)
              - Alexander Magnus (1726–1804)
                - Julius Magnus (1790–1859), russischer Leutnant und Gutsverwalter
                  - Eduard Alexander (1822–1896), kurländischer Landmarschall und Mitglied im Oberrat

    - Johann († um 1585 – 1588), Herr auf Adsirn und Senten ⚭ Sibylla von Sacken
      - Philipp II. († 1610), Herr auf Adsirn, Senten, Schwarren und Pawassern ⚭ Margarethe Sobbe († 1639 oder 1642)
        - Heinrich, Herr auf Adsirn, Senten, Schwarren, Pawassern, 1622 sächsischer Fahnenjunker, 1623 verschollen

    - Philipp (gefallen 1560)
    - Heinrich (Öselscher Domherr)
- Heinrich 1478 ff im Deutschen Orden († 1501), Landmarschall in Livland
- Gerd 1493 ff im Deutschen Orden († 1529), Komtur zu Goldingen
- Stamm II. Stenden, Kapfehden
  - Berthold II.
    - Ewald († um 1715)
      - Melchior Ernst († 1743)
        - Christoph Ernst (1760–1843)
          - Axel Heinrich (1799–1868), russischer Oberstleutnant
            - Ernst Carl von der Brüggen (1840–1903), Redakteur und politischer Autor
- Stamm III. Schwarren, Neumocken
- Stamm IV. Tummen
  - Stamm Strasden
- Stamm V. Strasden, Schlockenbeck, Ledicken
- Stamm VI. Ohseln
- Stamm VII. Iwirpen, Nabben
- Stamm VIII. Rindseln, Lahnen, Donnerhof
  - A. Zweig Fronhold Ernst
  - B. Haus Wilraln, Laidsen
  - C. Haus Carolen (Livland) Eingetragen 1786 in das adelige Geschlechtsbuch des Rigischen Gouvernements und laut Landtagsrezess datiert den 12. Januar 1797 in die livländische Adelsmatrikel
    - Heinrich Ernst (Hendrik)(1733–1796), Herr auf Karolen und Koiküll
      - Diedrich von der Brüggen (1771–1836), kurländischer Landrat, Abgeordneter und Richter
        - Ernst Heinrich von der Brüggen (1794–1863), russischer Generalleutnant

  - D. Haus Stenden
  - E. Haus Arishof

## Persönlichkeiten
- Alexander von der Brüggen (* 1913), dt. Oberst im Generalstab a. D.
- Diedrich Johann Ernst von der Brüggen, baltischer Landrat
- Eberhard Philipp von der Brüggen († 1727), kurländischer Landespolitiker und Landmarschall in Kurland
- Eduard Alexander Magnus Theophil Baron von der Brüggen (1822–1896), seit 1862 Baron von der Brüggen, Landespolitiker im Kurland
- Carl Friedrich Martin Ernst Baron von der Brüggen (1840–1903), Jurist und politischer Autor
- Ernst Heinrich von der Brüggen (1794–1863), russischer Generalleutnant
- Ernst von der Brüggen (1639–1713), kurländischer Oberrat
- Ernst Wilhelm von der Brüggen (1731–1791), kursächsischer königlicher Kammerherr

## Wappen
Blasonierung: Der Schild geteilt. Oben in Gold ein schwarzer Doppeladler, unten in Rot ein silbernes Schräggitter. Auf dem golden-silbern-schwarz bewulsteten Helm ein schwarzer Flug. Die Helmdecken sind schwarz-golden.